# Free Agents (série télévisée britannique)
Pour les articles homonymes, voir Free Agents (série télévisée).
Free Agents est une série télévisée britannique en six épisodes de 22 minutes créée par Chris Niel et diffusée du 13 février au 20 mars 2009 sur Channel 4.
Cette série est inédite dans les pays francophones.

## Distribution
- Stephen Mangan : Alex
- Sharon Horgan : Helen
- Anthony Stewart Head : Stephen

## Épisodes
Les épisodes sont numérotés de un à six.